# Athlétisme aux Jeux européens de 2019
Navigation
Édition précédente Édition suivante
Les épreuves d’athlétisme lors des Jeux européens de 2019 à Minsk se tiennent du 23 au 28 juin 2019 dans le stade Dinamo, et réunissent 24 équipes nationales qui inaugurent la première compétition officielle de DNA (Dynamic New Athletics). Le track’athlon initialement envisagé n’est pas disputé.

## Équipes participantes
Au nombre final de 24, les équipes ont été sélectionnées sur la base du classement des Championnats d'Europe par équipes 2017. Chaque équipe est composée de 8 femmes et de 7 hommes, ainsi que de 6 réserves par fédération. Au départ au nombre de 30 équipes invitées, 6 fédérations ont finalement renoncé.
- Nation renonçant à participer
- Nation devant participer avant l'inscription des Athlètes neutres autorisés

| Rang | Nation                    | Rang | Nation             | Rang | Nation                                      |
| ---- | ------------------------- | ---- | ------------------ | ---- | ------------------------------------------- |
| 1    | Allemagne                 | 11   | Finlande (renonce) | 21   | Hongrie                                     |
| 2    | Pologne                   | 12   | Suisse             | 22   | Slovaquie                                   |
| 3    | France                    | 13   | Biélorussie        | 23   | Lituanie                                    |
| 4    | Grande-Bretagne (renonce) | 14   | Pays-Bas (renonce) | 24   | Estonie                                     |
| 5    | Espagne                   | 15   | Turquie            | 25   | Bulgarie                                    |
| 6    | Ukraine                   | 16   | Portugal           | 26   | Danemark                                    |
| 7    | Italie                    | 17   | Norvège (renonce)  | 27   | Slovénie                                    |
| 8    | Tchéquie                  | 18   | Roumanie           | 28   | Lettonie                                    |
| 9    | Grèce                     | 19   | Belgique (renonce) | 29   | Chypre                                      |
| 10   | Suède (renonce)           | 20   | Irlande            | 30   | Croatie (qui aurait dû remplacer la Russie) |

Finalement, malgré une décision initiale de renoncement, la Russie fait pression pour inscrire auprès des Comités olympiques européens et du CIO, organes compétents, une « sélection russe » (qui ne représente pas officiellement la fédération russe toujours disqualifiée) composée uniquement d’athlètes neutres autorisés.

## Calendrier et parcours de qualification
- 21 juin 2019, arrivée des délégations
- 22 juin 2019, entraînement
- 23 juin 2019, tour de qualification (4 poules de 6 équipes), selon l’ordre suivant :
  - à 11 h, heure locale : Chypre, Allemagne, Grèce, Suisse, Slovaquie et Hongrie ;
  - à 14 h 20 : Estonie, France, Italie, Roumanie, Slovénie et la sélection russe ;
  - à 16 h 40 : Biélorussie, Irlande, Lettonie, Lituanie, Pologne et République tchèque ;
  - à 19 h : Bulgarie, Danemark, Portugal, Espagne, Turquie et Ukraine.

Les 4 équipes suivantes, arrivées premières de leur poule, passent directement en demi-finales : l’Ukraine, la République tchèque, l’Allemagne et la sélection russe. La France et la Biélorussie, classées meilleures deuxièmes, sont également qualifiées directement pour les demi-finales.
- 24 juin 2019, repos
- 25 juin 2019, quarts de finale (3 poules de 6 équipes : les deux meilleures de chaque poule qualifiées pour les demi-finales). L’Italie et la Grèce se qualifient dans la première poule, le Portugal et la Hongrie dans la deuxième et l’Espagne et la Turquie (3e poule).
- 26 juin 2019, demi-finales (2 poules de 6 équipes), ainsi composées :
  - 16 h 40 : Grèce, France, Turquie, Allemagne, Ukraine et Portugal ;
  - 19 h 00 : République tchèque, sélection russe, Italie, Espagne, Hongrie et Biélorussie.
- 27 juin 2019, repos
- 28 juin 2019, finale (6 équipes : Ukraine, Biélorussie, France, Italie, Allemagne et République tchèque).
- 30 juin 2019, cérémonie de clôture.

## Format
L’Association européenne d’athlétisme fait le choix du DNA en 2017. Le nouveau format du DNA est expliqué dans ce document. Il aboutit à l’attribution de trois médailles globales par équipes, mais également à l’attribution de sept titres individuels et deux de relais (30 médailles décernées au total).
Le nouveau format de la compétition ne fait pas l’unanimité.

### Tournoi par équipes
À la fin de chaque phase de compétition (qualifications, quarts de finale, demi-finales et finale), après les neuf épreuves individuelles et le relais 4 x 400 m mixte, le relais poursuite dit « The Hunt » permet de déterminer le classement final, avec un départ à handicap calculé par rapport aux points obtenus dans ces 9 épreuves (0 s 33 de handicap pour chaque point de retard). Le classement final est déterminé uniquement par l’ordre d’arrivée du relais poursuite : l’équipe qui remporte la course finale a remporté la compétition.

#### Qualifications
Ont accès directement à la phase des demi-finales les premières qualifiées et les deux meilleures deuxièmes. Les autres équipes doivent effectuer les quarts de finale.
| Classement | Nation    | Note |
| ---------- | --------- | ---- |
| 1          | Allemagne | Q    |
| 2          | Hongrie   |      |
| 3          | Grèce     |      |
| 4          | Slovaquie |      |
| 5          | Chypre    |      |
| 6          | Suisse    |      |

| Classement | Nation          | Note |
| ---------- | --------------- | ---- |
| 1          | Sélection russe | Q    |
| 2          | France          | Q    |
| 3          | Italie          |      |
| 4          | Slovénie        |      |
| 5          | Roumanie        |      |
| 6          | Estonie         |      |

| Classement | Nation      | Note |
| ---------- | ----------- | ---- |
| 1          | Tchéquie    | Q    |
| 2          | Biélorussie | Q    |
| 3          | Lituanie    |      |
| 4          | Lettonie    |      |
| 5          | Irlande     |      |
| 6          | Pologne     |      |

| Classement | Nation   | Note |
| ---------- | -------- | ---- |
| 1          | Ukraine  | Q    |
| 2          | Espagne  |      |
| 3          | Danemark |      |
| 4          | Portugal |      |
| 5          | Turquie  |      |
| 6          | Bulgarie |      |

#### Quarts de finale
Ont accès aux demi-finales les deux meilleures de chaque poule.
| Classement | Nation    | Note |
| ---------- | --------- | ---- |
| 1          | Italie    | q    |
| 2          | Grèce     | q    |
| 3          | Lettonie  |      |
| 4          | Pologne   |      |
| 5          | Slovaquie |      |
| 6          | Suisse    |      |

| Classement | Nation   | Note |
| ---------- | -------- | ---- |
| 1          | Portugal | q    |
| 2          | Hongrie  | q    |
| 3          | Danemark |      |
| 4          | Bulgarie |      |
| 4          | Irlande  |      |
| 6          | Chypre   |      |

| Classement | Nation   | Note |
| ---------- | -------- | ---- |
| 1          | Espagne  | q    |
| 2          | Turquie  | q    |
| 3          | Lituanie |      |
| 4          | Roumanie |      |
| 5          | Estonie  |      |
| 6          | Slovénie |      |

#### Demi-finales
Ont accès à la finale, les trois premières de chaque poule.
| Classement | Nation    | Résultats Poursuite      |
| ---------- | --------- | ------------------------ |
| 1          | Ukraine   | 4 min 25 s 63 (71 pts) Q |
| 2          | France    | 4 min 29 s 64 (60 pts) Q |
| 3          | Allemagne | 4 min 32 s 12 (58 pts) Q |
| 4          | Portugal  | 4 min 34 s 24 (50 pts)   |
| 5          | Turquie   | 4 min 39 s 81 (49 pts)   |
| 6          | Grèce     | 4 min 41 s 05 (48 pts)   |

| Classement | Nation          | Résultats Poursuite      |
| ---------- | --------------- | ------------------------ |
| 1          | Biélorussie     | 4 min 28 s 46 (73 pts) Q |
| 2          | Italie          | 4 min 33 s 26 (57 pts) Q |
| 3          | Tchéquie        | 4 min 34 s 71 (56 pts) Q |
| 4          | Espagne         | 4 min 35 s 16 (48 pts)   |
| 5          | Hongrie         | 4 min 36 s 36 (46 pts)   |
| 6          | Sélection russe | 4 min 37 s 15 (48 pts)   |

#### Finale
| Position                   | Équipe      |
| -------------------------- | ----------- |
| Médaille d'or, Europe      | Ukraine     |
| Médaille d'argent, Europe  | Biélorussie |
| Médaille de bronze, Europe | Allemagne   |
| 4                          | Tchéquie    |
| 5                          | France      |
| 6                          | Italie      |

## Médailles
Les médailles individuelles ont été remises le lendemain des épreuves de qualification du 23 juin, en retenant les meilleurs temps et marques de chaque poule.
| Épreuve                                | Or | Argent | Bronze |
| -------------------------------------- | --- | --- | --- |
| Épreuve par équipes                    | Ukraine Serhiy Smelyk 10 s 44 Maryna Bekh-Romanchuk 6,79 m (+ 4,8 m/s) Hrystyna Stuy 11 s 79 Hanna Hatsko-Fedusova 54,64 m Oleh Myronets, Hanna Ryzhykova, Tetyana Melnyk, Danylo Danylenko 3 min 19 s 28 Artem Shamatrin 14 s 05 (SB) Andriy Protsenko 2,24 m Hanna Plotitsyna 13 s 14 Yevhen Hutsol, Olha Lyakhova, Oleksiy Pozdnyakov, Yana Kachur 4 min 27 s 14 Qualifications et demi-finales : Stanislav Senyk Bohdan Bondarenko Alina Lohvynenko | Biélorussie Maksim Hrabarenka 10 s 77 Nastassia Mironchyk-Ivanova 6,59 m Krystsina Tsimanouskaya 11 s 46 Tatsiana Khaladovich 67,22 m Yuliya Kastsiuchkova Marina Mikhan Aliaksei Lazarau Ihar Zubko 3 min 25 s 42 Vital Parakhonka 13 s 55 (SB) Maksim Nedasekau 2,25 m Elvira Herman 12 s 86 Yan Sloma Dariya Barysevich Aliaksandr Vasileuskiy 4 min 27 s 81 Qualifications et demi-finales : | Allemagne Michael Pohl 10 s 61 Melanie Bauschke 5,89 m Sina Mayer 11 s 86 Annika Fuchs 57,94 m Karolina Pahlitzsch Arne Leppelsack Corinna Schwab Maximilian Grupen 3 min 22 s 66 Maximilian Bayer 13 s 80 Falk Wendrich 2,17 m Franziska Hofmann 13 s 39 Christoph Kessler Majtie Kolberg Johannes Christian Trefz Pernilla Kramer 4 min 34 s 77 Qualifications et demi-finales : |
|                                        | | | |
| 100 m hommes                           | Carlos Nascimento 10 s 35 | Ján Volko 10 s 38 (=SB) | Jak Ali Harvey 10 s 42 |
| 110 m haies hommes                     | Hassane Fofana 13 s 60 (+ 1,4 m/s) | Vital Parakhonka 13 s 68 | Konstadínos Douvalídis 13 s 72 |
| Saut en hauteur hommes                 | Maksim Nedasekau 2,27 m | Ilya Ivanyuk 2,26 m | Bohdan Bondarenko 2,21 m |
|                                        | | | |
| 100 m femmes                           | Maja Mihalinec 11 s 36 | Krystsina Tsimanouskaya 11 s 36 | Rafaéla Spanoudáki-Chatziríga 11 s 61 |
| 100 m haies femmes                     | Elvira Herman 12 s 89 | Hanna Plotitsyna 13 s 14 | Gréta Kerekes 13 s 16 |
| Saut en longueur femmes                | Yelena Sokolova | Nastassia Mironchyk-Ivanova | Maryna Bekh-Romanchuk |
| Lancer du javelot femmes               | Tatsiana Khaladovich | Yekaterina Starygina | Madara Palameika 63,22 m (SB) |
|                                        | | | |
| Relais 4 x 400 m mixte                 | Ukraine Danylo Danylenko Tetyana Melnyk Oleksiy Pozdnyakov Hanna Ryzhykova 3 min 17 s 31 | Tchéquie Jan Tesař Barbora Malíková Lada Vondrová Michal Desenský 3 min 19 s 05 | Portugal Ricardo dos Santos Cátia Azevedo Rivinilda Mentai João Coelho 3 min 19 s 63 |
| Relais poursuite mixte, dit ”The Hunt” | Ukraine Yevhen Hutsol Olha Lyakhova Oleksiy Pozdnyakov Yana Kachur 4 min 25 s 02 | Tchéquie Filip Sasínek Diana Mezuliáníková Patrik Šorm Marcela Pírková 4 min 26 s 22 | Italie Riccardo Tamassia Irene Baldessari Giuseppe Leonardi Giulia Riva 4 min 29 s 07 |